# Rock Hill (Nova York)
Rock Hill és una concentració de població designada pel cens dels Estats Units a l'estat de Nova York. Segons el cens del 2000 tenia 1.056 habitants.

## Demografia
Segons el cens del 2000, Rock Hill tenia 1.056 habitants, 439 habitatges, i 303 famílies. La densitat de població era de 109,3 habitants per km².
Dels 439 habitatges en un 27,3% hi vivien nens de menys de 18 anys, en un 59,9% hi vivien parelles casades, en un 5,7% dones solteres, i en un 30,8% no eren unitats familiars. En el 24,8% dels habitatges hi vivien persones soles el 9,1% de les quals corresponia a persones de 65 anys o més que vivien soles. El nombre mitjà de persones vivint en cada habitatge era de 2,41 i el nombre mitjà de persones que vivien en cada família era de 2,88.
Per edats la població es repartia de la següent manera: un 23,1% tenia menys de 18 anys, un 4,5% entre 18 i 24, un 25,2% entre 25 i 44, un 28,2% de 45 a 60 i un 18,9% 65 anys o més.
L'edat mediana era de 43 anys. Per cada 100 dones de 18 o més anys hi havia 93,3 homes.
La renda mediana per habitatge era de 50.833 $ i la renda mediana per família de 53.708 $. Els homes tenien una renda mediana de 45.417 $ mentre que les dones 30.625 $. La renda per capita de la població era de 24.602 $. Entorn del 3,1% de les famílies i el 4% de la població estaven per davall del llindar de pobresa.